# Roberto Leal
Roberto Leal, nome artístico de António Joaquim Fernandes, (Macedo de Cavaleiros, 27 de novembro de 1951 – São Paulo, 15 de setembro de 2019) foi um cantor, compositor e ator português radicado no Brasil. Era considerado embaixador da cultura portuguesa no Brasil. Ao longo da carreira de mais de 45 anos, ganhou trinta discos de ouro, além de cinco de platina e quinhentos troféus e de acordo com diferentes fontes suas vendas totais somam 15 milhões ou até 25 milhões.

## Primeiros anos
Filho de Avelino Augusto Fernandes e de Maria Julia Patricio, Roberto Leal nasceu na freguesia de Vale da Porca, em Macedo de Cavaleiros, no Distrito de Bragança, no norte de Portugal. Teve uma infância pobre e declarou que comeu apenas batatas por um ano, após a colheita de trigo da família ter sido destruída por uma trovoada. Com o objetivo de ter uma vida melhor, emigrou para o Brasil, aos onze anos de idade, em 1962, juntamente com os pais e nove irmãos, em cinco viagens de navio. Na cidade de São Paulo, após trabalhar como sapateiro e comerciante de doces, iniciou a carreira de cantor de fados e músicas românticas.

## Carreira
Em 1971 obteve o seu primeiro grande sucesso com "Arrebita", conhecida pelo seu refrão "Ai cachopa, se tu queres ser bonita, arrebita, arrebita, arrebita", após aparição no programa Discoteca do Chacrinha. Logo após, começou a ganhar grande popularidade se apresentando em diversos programas de auditório no Brasil. Os álbuns Carimbó Português (1976) e Rock Vira (1977) ganharam disco de ouro, por mais de 150 mil cópias vendidas cada um, de acordo com a ABPD.
Em 1978 participou do filme Milagre - O Poder da Fé, que contou com participação especial de alguns nomes importantes como o apresentador Chacrinha, Elke Maravilha e a atriz Lolita Rodrigues. Lançado em 1979, o filme aborda a história de sua vida. Dirigido por Hércules Breseghelo, teve partes filmadas na cidade natal do cantor.
Além do repertório romântico-popular, seu trabalho também caracterizava-se por misturar ritmos lusitanos aos brasileiros, além de ter gravado em estilos tipicamente brasileiros como o forró. Quase todo seu repertório é composto de faixas de sua autoria e em parceria com a esposa Márcia Lúcia, com quem foi casado e tinha três filhos brasileiros, dentre eles o produtor musical Rodrigo Leal.
Além de cantor e compositor, Leal foi apresentador de programas na Rádio Capital de São Paulo na década de 1980, apresentador no canal português TVI e no Brasil, também tendo apresentado programas na TV Gazeta e Rede Vida.

### 2007–2018
Lançou no ano de 2007 o CD Canto da Terra e Raiç/Raízes em 2009. Nesses discos gravou músicas em mirandês para divulgar a segunda língua oficial de Portugal. Estes discos lhe conferiram prêmios e condecorações da crítica de música portuguesa pelo estudo aprofundado de instrumentos musicais muito usados na música mirandesa, como as gaitas de fole.
Em sua carreira vendeu cerca de dezessete milhões de discos e tem mais de trezentas canções gravadas. É um dos compositores do atual hino da Portuguesa de Desportos, de São Paulo. Ele era também sócio do restaurante de comida portuguesa Marquês de Marialva, em São Paulo, localizado na região de Barueri.
Em 2011 participou do elenco no sitcom Último a Sair, um falso reality show da autoria de Bruno Nogueira, João Quadros e Frederico Pombares, exibido pelo canal português RTP1, programa do qual saiu vencedor. Nesse mesmo ano publicou uma autobiografia em um livro intitulado Minhas Montanhas, sendo lançado tanto no Brasil quanto em Portugal.
Em 2014 fez uma participação em Chiquititas, atuando como ele mesmo, Roberto Leal, o músico que processa Tobias por usar sua música. Nesse mesmo ano, lançou o CD Obrigado Brasil!, que incluía alguns sambas de Jorge Aragão e Arlindo Cruz e duetos com Jair Rodrigues, Alcione, Jairzinho e Luciana Mello.
Roberto Leal vivia entre o Brasil e Portugal, além de se apresentar em países da América do Sul, América Central e Europa divulgando a cultura portuguesa. Foram lançadas coletâneas de seus principais sucessos, vendidos tanto no Brasil como em Portugal.
Em 2018 candidatou-se a deputado estadual por São Paulo pelo Partido Trabalhista Brasileiro (PTB), obtendo 8 273 votos (0,04% dos votos válidos), não se elegendo.

## Doença e morte
Em janeiro de 2019, Roberto Leal revelou lutar havia dois anos contra um melanoma, mas sofreu com uma metástase para os olhos e a coluna, e que por conta disto havia perdido parte da visão, também devido a catarata. Morreu aos 67 anos, em 15 de setembro de 2019. A causa da morte foi um melanoma maligno, que evoluiu, atingindo o fígado, causando a síndrome hepatorrenal, e também complicações decorrentes de uma reação alérgica aos medicamentos da quimioterapia. O cantor estava internado havia cinco dias na unidade semi-intensiva do Hospital Samaritano de São Paulo. Era casado havia 45 anos com Márcia Lúcia. O casal teve três filhos, nascidos no Brasil, e dois netos. Um dos filhos, o músico Rodrigo Leal, afirmou que a família só revelou a gravidade da doença a Roberto Leal pouco antes de sua morte. Segundo Rodrigo, isso fez com que a vida de seu pai se prolongasse, por não ter parado de trabalhar por causa da doença. Foi sepultado no Cemitério de Congonhas em São Paulo.

## Discografia
- 1973 - Arrebita
- 1974 - Lisboa Antiga
- 1975 - Minha Gente
- 1976 - Carimbó Português
- 1977 - Rock Vira
- 1978 - Terra da Maria
- 1979 - Senhora da Serra
- 1980 - Obrigado Brasil
- 1981 - A Banda Chegou
- 1982 - Foi Preciso Navegar
- 1983 - Férias em Portugal
- 1984 - Baile dos Passarinhos
- 1985 - Um Grande Amor
- 1986 - Dá cá um Beijo
- 1987 - Como é Linda Minha Aldeia
- 1988 - A Fada dos Meus Fados
- 1989 - Em Algum Lugar
- 1990 - Quem Somos Nós
- 1991 - Gosto de Sal
- 1992 - Rumo ao Futuro
- 1992 - Romantismo de Portugal
- 1993 - Raça Humana
- 1994 - Vozes de Um Povo
- 1995 - Festa da Gente
- 1995 - Canções da minha Vida
- 1996 - O Poder da Fé, o Milagre de Sto. Ambrósio
- 1996 - Alma Minha
- 1996 - Refazendo História
- 1997 - Português Brasileiro
- 1998 - Forrandovira
- 1999 - Roberto Canta Roberto
- 2000 - O Melhor de...
- 2001 - Vira Brasil
- 2002 - Reencontro
- 2003 - Folclore I
- 2003 - Folclore II
- 2003 - Sucessos de Verão
- 2003 - Marchas Populares
- 2003 - Místico
- 2003 - Fadista
- 2003 - Canto a Portugal
- 2003 - Romântico
- 2003 - Brasileiro
- 2004 - De Jorge Amado a Pessoa
- 2005 - Alma Lusa
- 2006 - Sucessos da Minha Vida
- 2007 - Canto da Terra
- 2009 - Raiç/Raízes
- 2010 - Vamos Brindar!
- 2014 - Obrigado Brasil!
- 2016 - Arrebenta a Festa